# 陳方安生
陳方安生，大紫荊勳賢，GCMG，CBE，JP（1940年1月17日—），香港政治人物，曾任政府主要官員及立法會直選議員。陳方安生在公眾場合笑容可掬的形象深入民心，故有「陳四萬」之暱稱。
陳方安生曾經是香港政府首長級公務員和主要官員，1962年加入港英政府成為政務主任，1993年至1997年出任首位華人布政司。1997年主權移交後，她繼續在特區政府擔任政務司司長。任內，不斷有傳聞指她與上司行政長官董建華不和。至2001年，她以私人理由提早退休，結束近39年公職生涯。後來她表示，提早退休的原因是不滿董建華急於實施高官問責制（司局級官員脫離公務員系統改為政治任命）。
退休後，陳方安生仍然活躍於香港政壇，先後在2006年和2007年參與七一遊行外，更有傳她會角逐2007年行政長官選舉。2007年9月11日，她宣布參選立法會港島選區補選，成為香港歷來首位參與立法會選舉的前布政司；最後她擊敗主要建制派對手葉劉淑儀當選，後於2008年9月30日卸任，並不競逐連任。
2019年反修例運動期間，她被中國共產黨官方喉舌稱為「禍港四人幫」之一。2020年，由於其女兒突然逝世，陳方安生決定兌現與她的承諾宣布不再參與公民及政治工作。

## 生平

### 家族背景
陳方安生，安徽省壽縣人，1940年1月17日生於上海，信奉天主教。祖父方振武（1885年－1941年）為國軍抗日名將，父方心誥（1913年－1950年）為紡織商人，母方召麐（1914年－2006年）為師承趙少昂、張大千的國畫名家。叔父是著名骨科醫生方心讓爵士（1923年－2009年），堂妹方敏生為香港社會服務聯會行政總裁。陳方安生在家中八名兄弟姊妹中排行第二，為家中長女，有一孖生胞妹陸方寧生。長兄方曼生為律師，弟弟方津生與叔父同為骨科醫生。

### 早年生涯
1948年，陳方安生全家前往香港定居，但父親於1950年病逝，家境一度困頓，要靠祖母和叔父才得以維持。陳方安生在1949年入讀嘉諾撒聖心學校私立部，繼而升讀當年位於堅道的嘉諾撒聖心書院，於1957年完成中五課程（於1957年英文中學會考中考獲英文科及聖經科「優」等，中文、歷史、英國文學以及公民4科「良」等成績，與胞妹方寧生為同屆同學）；其後在1957年至1958年轉讀聖保祿學校，以修畢中七預科學業。中學畢業後，陳方安生曾短暫在瑪麗醫院任職文員，1959年進入香港大學文學院，主修英文及英國文學，期間曾當補習老師幫補家計。1962年，陳方安生在大學取得二級榮譽學位畢業，曾在保良局短暫工作，想過當社工，但最後決定加入香港政府。
大學畢業次年，陳方安生與商人陳棣榮結婚，從此在姓名前冠上夫姓，稱作陳方安生。

### 公職生涯
陳方安生在1962年大學畢業後加入政府，出任政務主任，是香港政府首三位女性政務主任之一（首位是在1961年加入政府的周雪凝，為周錫年姪女），與她同期加入政府的政務主任包括楊啟彥和霍羅兆貞等。她早期在不同部門任職，包括漁農處、工商署和輔政司署等等。
1970年，陳方安生獲升任為助理財政司，1972年改任助理新界政務司，1973年職級晉升為首長級丙級政務官，1975年短暫出任副新界政務司，同年轉任首席助理社會事務司，1976年改任副社會事務司，1978年4月職級晉升為首長級乙級政務官，至1979年升任社會福利署副署長。同年，為爭取男女公務員同工同酬平等待遇，陳方安生與一眾高級女性公務員組成「高級女性政府官員協會」，並擔任首任主席。在她大力提倡下，男女同工同酬在協會成立兩年多後落實。
當了五年副署長後，陳方安生在1984年獲擢升為社會福利署署長，成為本港開埠以來首位女性署長，任內代表香港政府前往北京列席《中英聯合聲明》簽署儀式。
1986年，陳方安生遇上「郭亞女事件」，當年她決定以破門入屋的手法救出被幽禁女童「郭亞女」，並將其患有精神病的母親強行送入精神病院治療。儘管輿論批評陳方安生濫權，並質疑破門入屋必要性，不過時任總督尤德爵士卻對社署做法加以認同，讚揚她處事果斷。陳方安生事後一直有與「郭亞女」保持聯繫，除了有份協助「郭亞女」適應改名換姓後的新生活外，又不時資助她到外地觀光，例如在1999年時，曾資助她到南亞觀光。

#### 經濟司
1987年初，陳方安生被政府送到英國皇家國防研究院深造。同年3月，她獲改任為經濟司，成為首位女性華人司級官員，任內主理港口和機場設施等龐大基建發展、成功爭取開放本港電訊市場，又對旅遊業、能源、糧食供應以及公用事業公司作出監管。她於國泰航空工潮中表現果斷，頗得輿論支持。
不過在1992年11月，行政局在興建九號貨櫃碼頭一事上放棄公開招標，中方有感港府故意讓英資獲利，要求事件交由中英聯合聯絡小組討論，陳方安生代表政府拒絕提議，結果中方點名批評她。
1999年，政府賬目委員會揭發陳方安生在1992年時錯估香港用電量，批准中華電力興建龍鼓灘發電機組，導致備用電量過剩，使市民交多電費，但時任特首董建華澄清，興建龍鼓灘發電機組乃當年行政局諮詢專家後得出的集體意見，他自己當時是行政局議員，亦支持意見，認為事件並非陳方安生一人過失。

#### 布政司
1993年4月，陳方安生調任公務員事務司，期間她曾拒絕追加香港公務員薪酬，被港、九公務員工會加以聲討。同年11月29日，陳方安生獲時任總督彭定康委任，接替霍德爵士為布政司，成為香港開埠以來首位華人布政司，也是唯一一位女性布政司，晉升為公務員之首（首長級公務員薪級第10點）。據楊啟彥憶述，當時華人布政司人選除了陳方安生外，還有他自己、陳祖澤和施祖祥，不過霍德爵士認為陳方安生作風硬朗果斷，最終選擇以她為首位華人布政司。
在任內，陳方安生確保香港政權平穩過渡，監督和落實耗資千億元的玫瑰園計劃和新機場核心工程，並主持西區海底隧道通車儀式和青馬大橋竣工典禮。陳方安生亦參與落實港督彭定康的政改方案，改變最後一屆香港立法局組成和取消所有香港區議會委任議席，使最後一屆香港立法局直選議席大幅度增加，更為民主。有說陳方安生一直認為自己過渡後「更上一層樓」，一直拒絕英廷賜予她女爵士頭銜。不過陳方安生在2008年10月14日接受商業二台訪問時表示，從來不曾幻想過回歸後中國政府會讓一個自己不信任的人去當特首，自己在政治上亦從無私心。
陳方安生是亞洲地區少有在政府出任要職之女性官員，亦是香港歷史上首位署任港督的華人。美國《新聞週刊》更曾在1997年稱她為「香港鐵娘子」。在主權移交前後，以她為首的港府女高官被稱作手袋黨。

#### 政務司司長

##### 貌合神離
1995年，陳方安生秘密訪問北京，商討香港主權移交事宜。1997年2月20日，香港特別行政區候任行政長官董建華宣布，根據他的提名，中華人民共和國國務院批准任命陳方安生為首屆特區政府政務司司長，令她成為特區第一位女性政務司司長（首長級公務員薪級第10點）。同年3月，董、陳兩人在北京一同會見國務院總理李鵬，向公眾顯示出融洽關係。可是在主權移交以後，陳方安生和董建華一直貌合神離，政府高層出現兩個「司令部」。
回歸初期，廣東省提出在經濟上和香港融合，並建議興建跨境大橋，落實二十四小時通關。時任粵港合作聯席會議港方代表的陳方安生在興建跨境大橋和二十四小時通關上一直持保留態度。
1999年，香港立法會就新機場開幕混亂而寫成的調查報告指出，香港機場管理局主席董誠亨和機場策劃局需要負責，報告沒有點名要陳方安生負責，但她當時兼任機場策劃局主席，曾有立法會議員要求她就事件引咎辭職。調查報告發表後，陳方安生於立法會向香港市民公開道歉。
1999年7月，香港電台播出中華旅行社總經理鄭安國的兩國論，惹來當時的港區政協委員，《鏡報》社長徐四民批評，認為港台沒有捍衛「一個中國」的原則，陳方安生與當時廣播處處長張敏儀立場一致，堅持維護港台，引起親共左派人士不滿。
根據香港公務員制度，她本應於1999年以六十歲之齡退休，但獲董建華挽留，決定留任至董建華第一任任期屆滿，即2002年6月30日為止。同年，陳方安生獲特區政府頒授最高榮譽的大紫荊勳章，讚揚她畢生盡心竭力為香港服務，並自1993年起擔任公務員之首，對香港平穩過渡，貢獻殊多。
2000年4月，三件圓明園國寶在香港拍賣，引起中方和親共左派人士強烈不滿，但陳方安生認為這在香港是合法的商業活動，沒有阻撓。港區人大成立「國寶事件研究小組」，認為港府沒有跟從中央指令，矛頭直指陳方安生。
2000年底，流亡法國的華裔作家高行健獲頒諾貝爾文學獎，北京認為是「另有政治目的」，但康樂及文化事務署卻急忙補購高行健的書籍，更準備邀請他來港演說，并揚言康文署有其自主權，毋須其他机构批准，此事進一步加深董、陳的分歧。
坊間一直有傳董建華和陳方安生不和，又與中央政府在治港政策上不咬弦，例如董建華支持全面落實母語教學。但在陳方安生力爭下，最後有100所中學獲准維持英文中學的資格。另外香港大學在2000年爆發民調風波後，陳方安生亦曾向董建華建議撤換被指向港大施壓的行政長官高級特別助理路祥安，可是董建華拒絕，並公開支持路祥安，使港大民調風波被進一步鬧大。在事件中，陳方安生被建制派人士稱作「港英餘孽」。

##### 提早退休
2000年9月，陳方安生被當時的中華人民共和國國務院副總理錢其琛「邀請」上北京述職，被要求「更好地」支持董建華。很多人都認為，陳方安生述職是被錢其琛召見「問話」和「訓話」，陳方安生向錢其琛解釋香港公務員制度運作，尤其是公務員具公職身份時對政治中立的原則。
述職後不久，陳方安生宣佈以私人理由，提早在2001年4月30日退休，結束長達三十八年又七個月公職生涯。陳方安生對種種猜測加以否認，但媒體普遍報導她的辭職是因為與董建華的不和，以及和錢其琛的「訓話」有關。此外，也有傳媒揣測被中共定性為非法組織的法輪功在2001年1月獲港府批准於香港大會堂舉行交流會，雖然有關決定體現了一國兩制在香港實施的精神，但陳方安生卻因事件受壓而提早退休。陳方安生退休後，政務司司長一職由原財政司司長曾蔭權接替。
陳方安生宣佈辭職後，國際媒體廣泛報導，《紐約時報》形容其辭職「令香港失去了在政府內最有權力維護公民自由和法治的人，是香港自治再無保障之訊號」，日本駐港總領事館讚揚陳方安生為香港順利「回歸」、穩定發展作出貢獻。英國外交大臣讚揚陳方安生是出色公務員，多年來忠心服務香港市民。
香港輿論和學者反應負面，《亞洲週刊》形容其辭職「象徵傳統公務員價值觀和勢力的消退」（亞洲週刊，2001.1.22-28）。《爭鳴》認為其辭職「反映出原有的公務員隊伍已經崩潰，一支新的符合北京要求的公務員隊伍將一步步取而代之」（爭鳴，2001.2）。香港中文大學亞太研究所副所長劉兆佳則認為「港府聲譽受損，香港市民和國際社會憂慮『港人治港』的前景」。
陳方安生請辭，董建華連續3個月緩升之民望再度下跌（跌至53.3分），考慮移民之香港居民較2000年遽升15%，其中15%受訪者承認受陳方安生請辭之影響（蘋果日報，2001.1.22），顯示陳方安生之去留在部分香港居民心中具指標意義，且對特區政府的管治威信造成影響。
香港中文大學香港亞太研究所於1 月18、19日所作之民調顯示（成功訪問784名香港居民），約有70%受訪者不相信「個人理由」是陳方安生職辭真正原因，其中40%受訪者相信陳方安生所指有人挑撥其與特首間之關係為其辭職之主要原因。輿論則普遍認為董建華與陳方安生長期以來政策理念不合是其萌生退意之主因。
2007年6月，陳方安生接受有線電視訪問，指出當年她辭職，是因為不同意董建華推行高官問責制，認為破壞公務員傳統精神，當有功勞時由問責局長領功，但有犯錯是則由公務員負責。她又批評董建華慣於以家族公司管治方式，不易接受別人意見。有評論員指出，假使陳方安生當初沒有宣佈退休的話，那董建華在2005年宣佈辭職以後，接替董建華出任行政長官的人，便很可能是陳方安生，而非曾蔭權。

### 退休以後

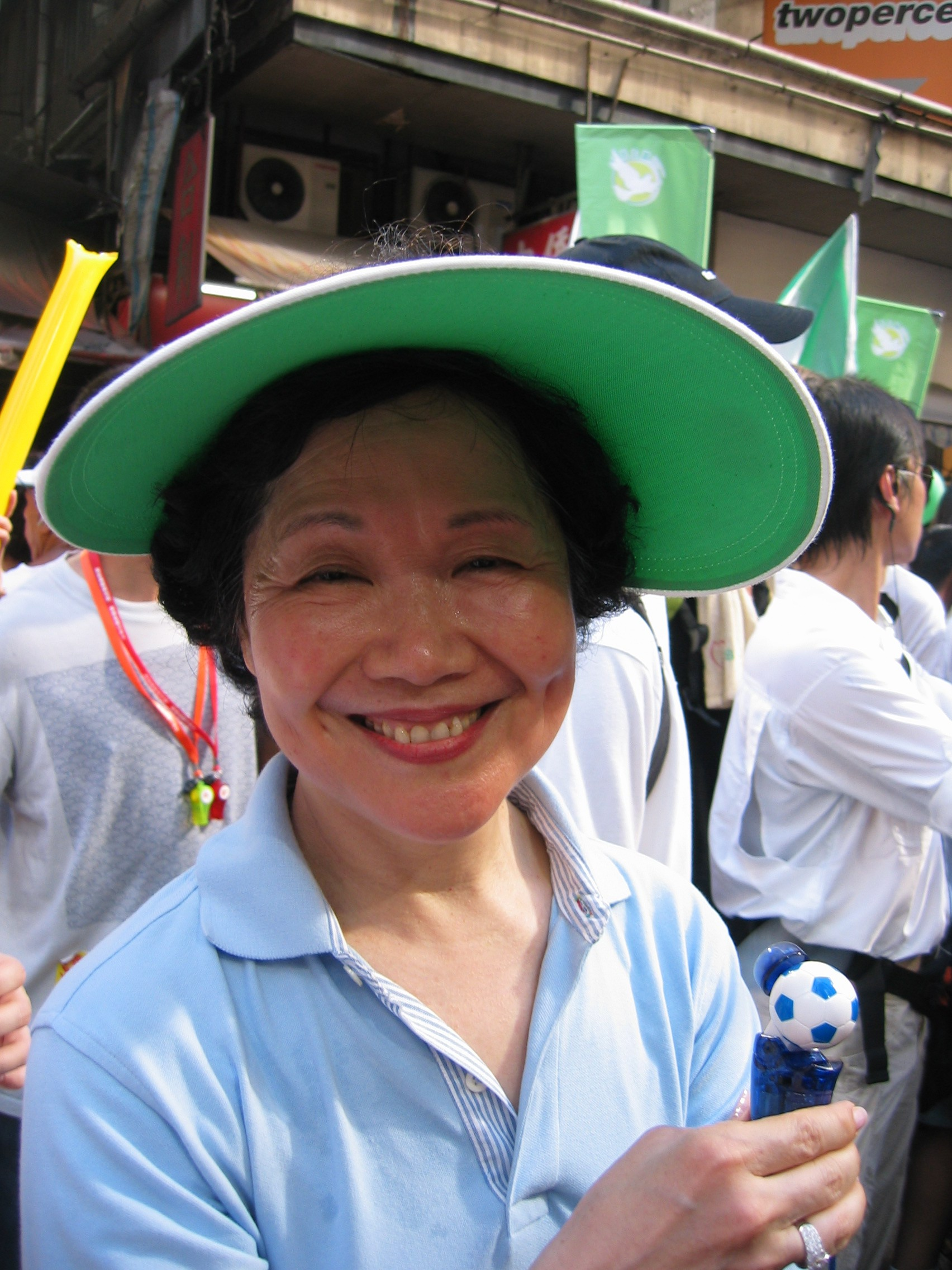
陳方安生曾參與2006年七一遊行，並支持香港落實特首普選。

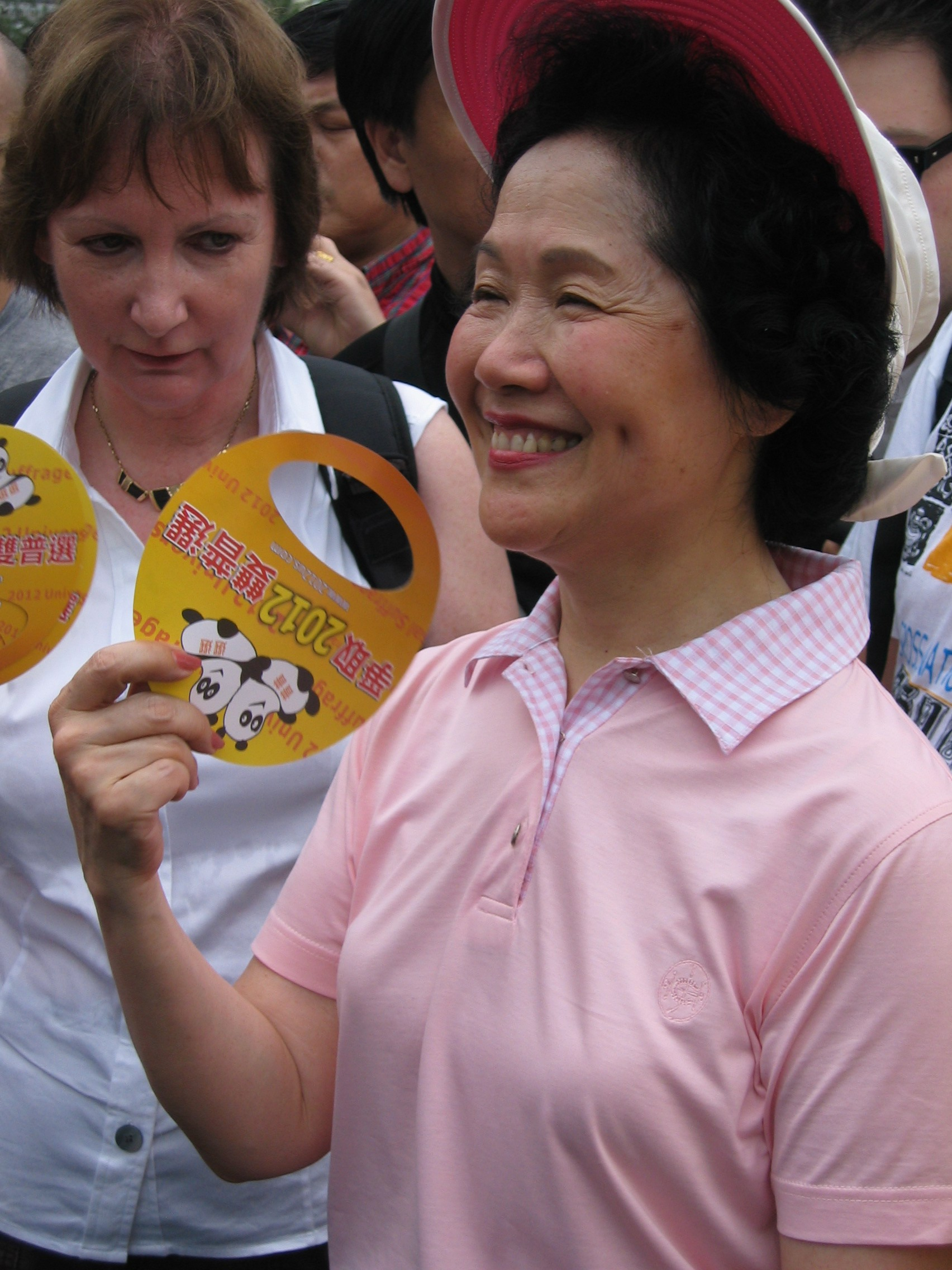
陳方安生參加2007年七一遊行，圖左是前副常務司布簡瓊。

在2002年11月7日，陳方安生獲英女皇伊麗莎白二世頒授榮譽聖米迦勒及聖喬治爵級大十字勳章，以答謝她在港英時期的貢獻，而該勳銜以往通常都是授予香港總督。
陳方安生退休初期比較低調，但亦時有公開發表政見並熱心參與公益活動。例如在2003年的時候，她就代表了聯合國兒童基金會，到老撾作親善探訪。2002至2005年期間，陳方安生多次在美英報刊撰文、以及在美英政治組織、傳媒、學會舉辦的午餐會和論壇上作嘉賓演講，談論香港政治。2002年7月1日，陳方安生在英國《金融時報》發表文章，要求特區領導「勿模糊兩制的界線」。2002年12月3日，陳方安生在英國《金融時報》發表題為《中共煽動法觸動脆弱神經》的文章，再次談及香港基本法第二十三條立法問題，指特區政府如果執意不肯以白紙草案進行諮詢，只會令人猜疑其背後另有陰謀，並指「香港環境獨特」，反顛覆條例會觸動社會的神經。2004年，陳方安生在6月6日出版的一期美國《時代週刊》撰文，指「中共處理香港問題的態度和言論，令人聯想到文化大革命的做法」、「名嘴封咪引起外界對香港言論自由的憂慮」。2005年，陳方安生再度重新活躍於香港政壇。在該年12月4日，她參加了爭取香港普選大遊行，當時有人認為她參與遊行的原因是因為了競逐香港第三屆行政長官選舉，不過她事後表示參加遊行只是希望香港儘快實行普選，及要求行政長官曾蔭權向中國政府爭取普選時間表。然而，陳方安生這次參與遊行反被「四大護法」之一的許崇德批評她「不甘寂寞」和「紅杏出牆」。。
在2006年5月，行政長官曾蔭權與陳方安生在澳門會晤，立即惹起外界揣測中國政府欲勸退陳方安生參選來屆特首選舉，但自由黨主席田北俊認為北京欲勸退陳方安生的說法仍「言之尚早」。到同年七一遊行舉行之前，陳方安生公開發表言論支持香港實行普選，表示會參加遊行，並呼籲市民上街表達訴求。其後陳方安生高調參與遊行，受到不少民主派立法會議員支持，但部份民主派議員卻批評她「忽然民主」。由於是年遊行人數沒有大幅增加，所以親中派和保皇派批評她號召力不外如是。此外，當時陳方安生對是否參與特首選舉仍然不置可否。
在2006年9月23日，陳方安生正式向外界宣佈自己不會參選2007年的特首選舉，但她同時宣佈成立一個政制改革核心小組，研究香港的政制改革。該「核心小組」成員包括港大法律學院院長陳文敏、前政府官員任關佩英、前港區全國人大代表李鵬飛和思匯行政總監陸恭蕙等等。
這個核心小組後來於2007年3月5日發表了一份名為《穩步邁向普選》的建議書，當中提議在2012年普選香港特首後，再於2016年普選立法會。陳方安生的這份建議被認為較「泛民主派」要求在2012年雙普選之建議來得溫和，但各界反應冷淡外，亦為泛民主派人士所反對。另外，意見發表後翌日，港澳辦副主任陳佐洱更直指「有人要打扮成民主英雄」，不過他事後否認該段說話是指陳方安生。未幾在7月1日，陳方安生第二次參與七一遊行，再次以高姿態支持香港實行普選。

### 晉身立法會
在2007年9月11日，陳方安生宣佈以獨立人士身份，競逐民建聯主席馬力病逝後留下的立法會港島區議席。她表示參選目的是要促進民主，並利用機會為市民爭取普選。面對有人質疑她「忽然民主」，陳方安生則認為「公務員要學習民主之道，而民主派也要學習良好管治之道。」
陳方安生宣佈參選後，最先擊敗泛民陣營另一位有意參選的勞永樂，再成為泛民陣營協定派出的人選。在進行補選競選期間，陳方安生得到民主黨，公民黨，前綫，社會民主連綫等政黨共30位現任和前任立法會議員支持助選，並得到包括政府文書主任總會、香港政府公務員協會、香港教育專業人員協會、香港文書職系公務員總會、機電工程署一般及共通職系員工會等團體及另外490位社會不同界別專業人士為其參選背書，但亦受到左派陣營的多番攻擊，其中包括指她在普選遊行時忽然離隊恤髮，並非真心為普選和民主；另外又有報導指她在1993年獲銀行「十成按揭」購買玫瑰新邨單位，涉嫌違規，但陳方安生反指事件屬舊聞，並澄清自己以兩個物業作抵押才獲「十成按揭」，而有關事件亦已在十多年前清楚交代，質疑事件具抹黑成份。
2007年12月2日，陳方安生以175,874票勝出立法會香港島地方選區補選，擊敗另一主要親共對手葉劉淑儀，當選港島區立法會議員，並於同年12月5日宣誓就任。

### 議會生涯
陳方安生在就職的第一日被政府高官和親建制派窮追猛打，淪為「戰靶」。首先，她不僅被民建聯就十成按揭一事提出口頭質詢，也被政府官員批評她全盤否定公務員的工作。另外，商務及經濟發展局局長馬時亨暗指陳方安生當年在迪士尼問題上處理失當。其後，她就社會企業的辯論發言，指出民主和民生不可分割，沒有民主和公義，弱勢社群便得不到照顧。這一說法被曾經因67暴動被囚的民政事務局局長曾德成解讀成「沒有民主就沒有民生」，並基於這個錯誤的解讀就其在英國殖民地統治時，有主持民生及經濟工作，質疑除非她認為殖民統治就是民主，否則她當時所為的是否民生工作，還是「官生」的工作，並嘲諷陳方安生是不是應該叫「官生」而非「安生」。，她本人和泛民其他議員稱此言有侮辱成份。事後，行政會議召集人梁振英指出在殖民地時期，曾有布政司在香港立法局會議上嚴厲地向一位泛民主派議員訓話，但該名議員並沒有作出任何反擊，暗中嘲諷陳方安生和泛民主派議員對曾德成的言論反應過大。
香港大學民意研究計劃在2008年1月24日公佈的評分最高的十位立法會議員，陳方安生得55.1分排名第三，僅次於范徐麗泰（65.5分）、田北俊（55.3分）。
在立法會內8個多月期間，陳方安生曾三次於行政長官答問大會中向特首曾蔭權提問，提問內容分別為有關擴大高官問責制、香港2012年政改諮詢和香港記者被內地沒收回鄉證等事宜。陳方安生並加入了財務委員會、內務委員會、政制事務委員會、環境事務委員會、福利事務委員會、研究有關滅貧事宜小組委員會、處理家庭暴力的策略各措施小組委員會、2008年差餉（豁免）令小組委員會、2008年釋義及通則條例（修訂附表6）令小組委員會等等。
陳方安生任職立法會議員期間亦曾就長者房屋政策、食物營養標籤，加強廢物回收，成立基金應付人口老化及扶貧需要，性別平等，《政制發展綠皮書》公眾諮詢，支援社會企業、政府審批合約透明度、公共醫療行政、外傭稅，落實一國兩制，修例開放民間電台，副局長/政治助理薪酬中期檢討，選舉暴力等議題向政府提出質詢或發言。陳方安生亦參與了三讀《種族歧視條例草案》、《西九文化區管理局條例草案》和財政預算案的動議辯論和投票。
在2008年7月6日，陳方安生宣佈與家人商量後，決定不會參選2008年香港立法會選舉，並表示應讓年青政治人才早日接捧，接受民主洗禮，盡早為香港2017、2020年直選行政長官和立法會做好準備。陳方安生同時表示由於年紀漸大，因此即使香港在2012年實現普選行政長官，自己也不會參選。她表示退出立法會後，仍然會透過由她成立的民間策發會監察政府。陳方安生於2008年9月30日主動卸任，自立法會引退。

### 卸任後
陳方安生於2013年4月24日宣布成立「香港2020」組織，成員包括前香港立法局議員李鵬飛、香港大學法律學者陳文敏、大律師李志喜等。她在記者會上說，香港正處於落實全面普選的重要時刻，未來數月對政改所作的決定，除了影響大家，也會影響數代人，只有透過「真普選」選出行政長官，才能改善香港的管治及保留香港核心價值，包括法治及人權自由。普選必須公開及透明、包容社會上不同的意見、以及真正反映大多數人的關注及訴求；最終方案必須達到普及與平等的核心原則，並以不記名方式投票。新組織會以各種方式與社會溝通，也會運用網際網路收集對政制改革的意見，並推動2017年落實行政長官普選及2020年立法會普選。

### 出訪美國

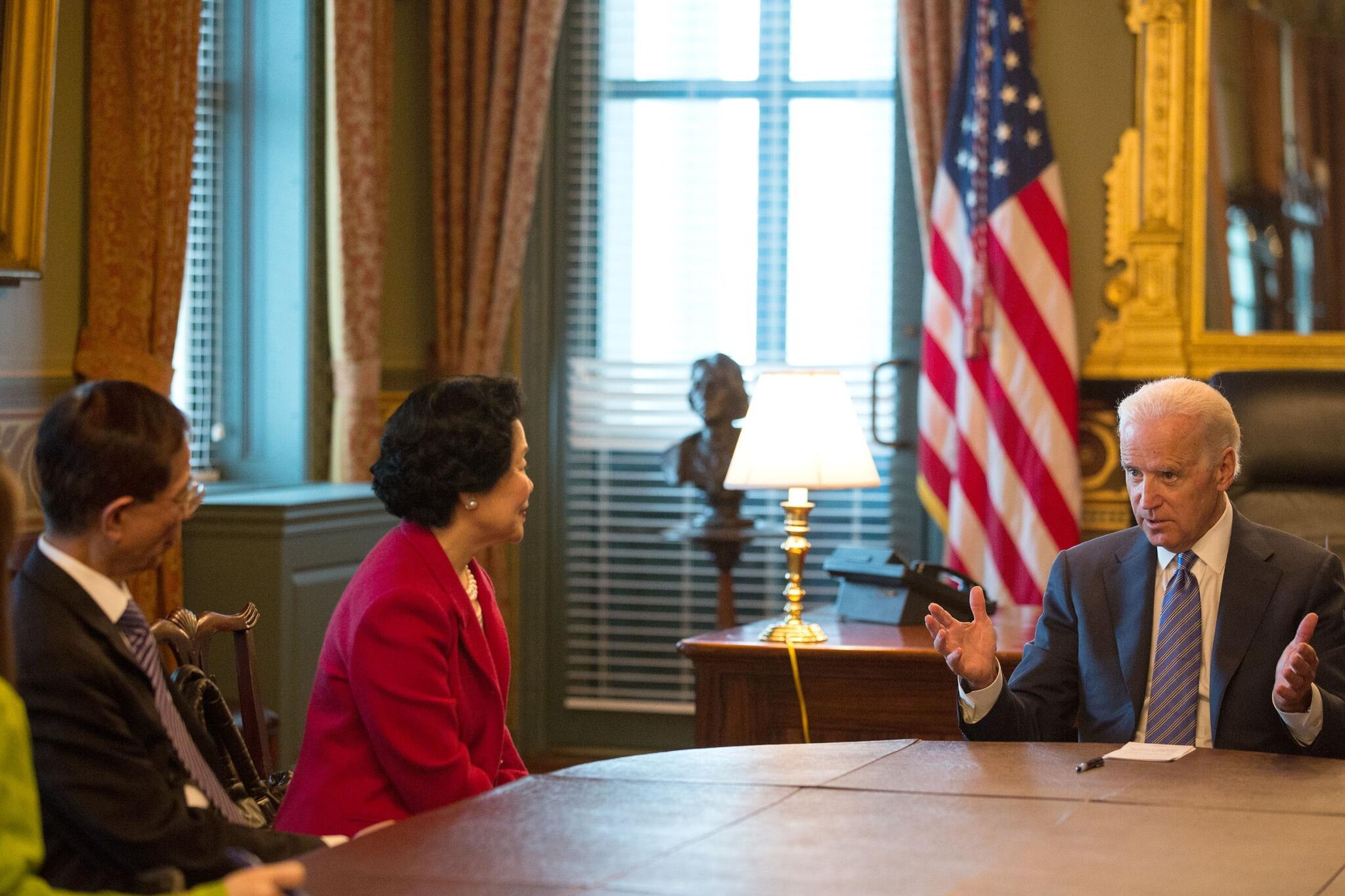
2014年4月，陳方安生及李柱銘到訪白宮，與美國副總統喬·拜登會面

2014年4月6日星島日報報導，美国副总统乔·拜登在白宫会香港前政务司司长陈方安生以及民主党创党主席李柱铭，拜登表示，美方支持香港民主发展以及一国两制架构下的高度自治。陈方安生及李柱铭向拜登谈及香港发展近况，包括“一国两制”受削弱，提到香港的核心价值包括言论自由、新闻自由及集会自由等受冲击。关于香港政制改革，陈方安生及李柱铭反映了港人期待对2017年落实行政长官真普选，以及2020年立法会全体议席由普选产生。

### 退下公民及政治工作
2020年6月26日，陳方安生發表聲明，由於已屆80歲，她遵守對子女的滿80歲會從公民及政治工作退下來之承諾，過較平靜生活。同時指最近女兒猝逝，對她是沉痛的打擊，需要一些時間與空間哀悼和復原，因此更珍惜與家人的相處時刻。

## 家庭
陳方安生在1963年嫁給陳棣榮，MBE，QPM，CPM（1934年－2010年5月31日）。陳棣榮曾任香港輔警總監及加德士董事兼行政總裁。兩人育有一子一女，分別是：
- 陳慧玲—畢業於愛丁堡大學(1964年-2020年5月28日（55—56歲）[75]）
- 陳鴻偉—畢業於倫敦大學（1968年－在世）

其兄為方曼生，涉及彭楚盈白骨案。

## 評價

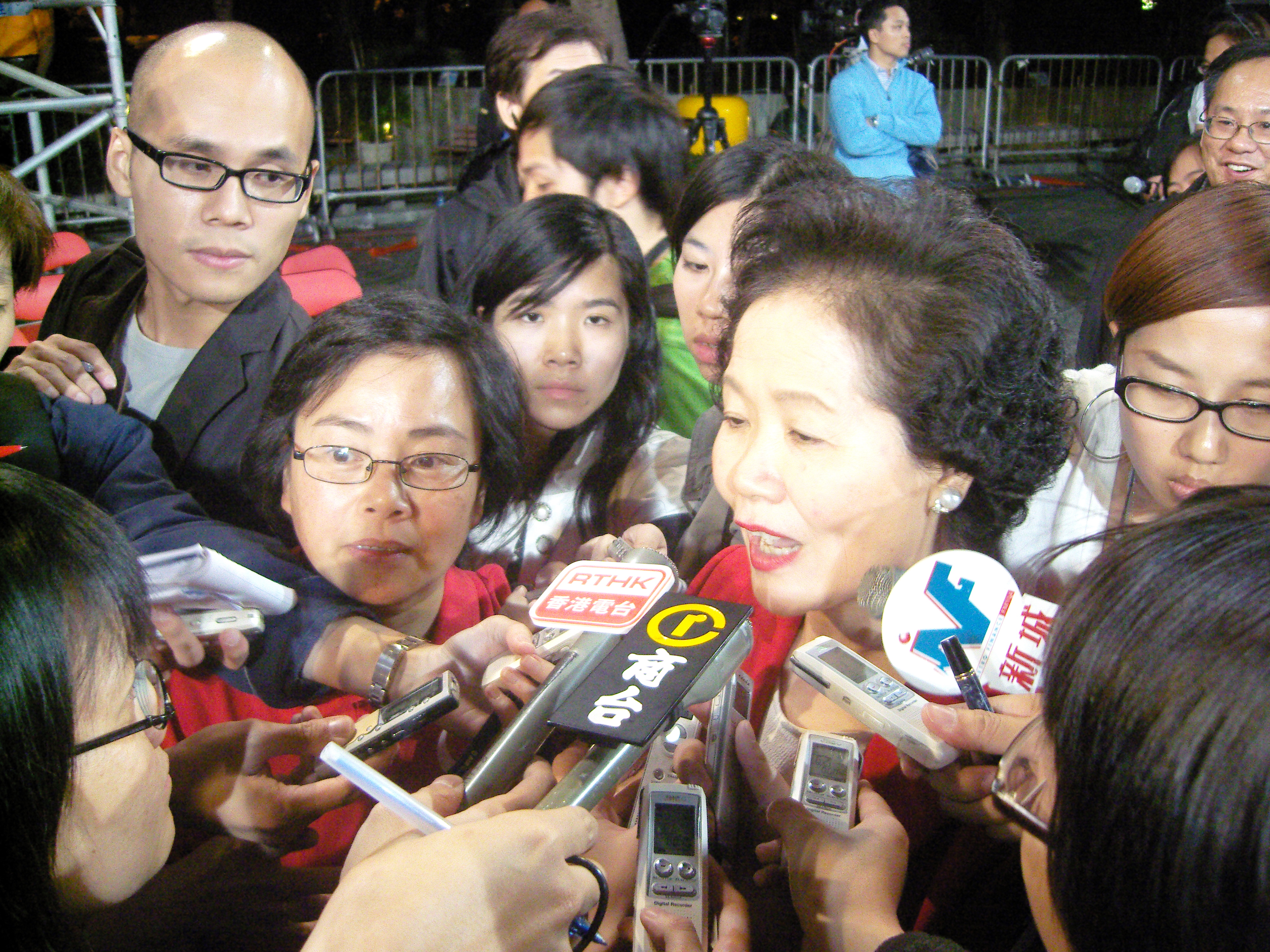
陳方安生在補選第二場辯論後回應傳媒提問。

陳方安生離開政府後發表的言論經常與特首曾蔭權和中國政府相左，因而被親建制派指為「港英餘孽」。此外，不少人認為她任官時從沒爭取過民主、瞭解過民生，她後來力爭普選和體察民情的舉動是「忽然民主」、「忽然民生」和「沽名釣譽」的表現。前香港立法局議員杜葉錫恩批評她早應在出任社署署長時掌握基層市民苦況，而不是在參選香港立法會時才做，又指她對民生一竅不通。
除了「忽然民主」外，不少人認為她任職政府期間曾多次失職，如新機場開幕混亂，她備受抨擊；另立法會賬目委員會指她在港英時期因行政失誤令市民多交電費數年，但她在上述事件中從未受到處分。
2007年香港立法會港島選區補選期間，她被指曾獲銀行提供「十成按揭」，評論指她身為公務員之首，不應取巧避稅和利用法律漏洞，更有人認為她是以高官身份取得特權，有官商勾結和利益輸送之嫌。不過，中原地產創辦人之一、怡居地產常務董事王文彥撰文指有關十成按揭的指控純屬誤解。
雖然陳方安生有很高的民望，而且被泛民主派寄予厚望，但不少反對她的人都認為，她要成為泛民主派共主和泛民與中國政府的溝通橋樑，不過是她一廂情願的想法。她無論是決定參選抑或決定不尋求連任都猶豫不決，不但未能團結泛民，而且使泛民內耗。有指她晉身香港立法會後未能有所作為，甚至沉寂下來。
2019年8月17日，央视新闻将香港壹传媒創辦人黎智英、資深大律师李柱铭、前政务司司长陈方安生及前立法会议员何俊仁称为“祸港四人帮”。其后陈方安生行走于香港街头被三名帶中国大陆口音人士辱骂的影片在网络流传。三人频频质问陈方安生“为何要出卖香港”，并辱骂其“卖国贼”，最终陈方安生坐上的士離開現場。
中国大陆媒体普遍認為，陳与西方政客联系密切，又與中國政府意見相左，故被称为「港英余孽」、「祸港四人帮」、「祸港教母」。

## 榮譽

### 勳銜
- C.B.E. （1992年女皇元旦授勳）
- G.B.M. （1999年7月）
- 非官守太平紳士 （2002年9月13日，早於1975年成為官守太平紳士）
- G.C.M.G. （2002年11月7日）
- 法國榮譽軍團騎士勳章（2009年4月22日）[91]

### 榮譽學位
- 塔夫茨大學人文學榮譽博士（1995年）
- 香港大學名譽法學博士（1996年）
- 利物浦大學榮譽法學博士（1996年）
- 香港公開大學榮譽文學博士（2000年）[92]
- 香港中文大學榮譽法學博士（2001年11月）[93]
- 雪菲爾大學榮譽法學博士（2002年）

### 其他
- 上海交通大學顧問教授
- 倫敦大學亞非學院榮譽院士

## 影視媒體形象
- 《港督最後一個保鑣》：1996年電影，由羅冠蘭飾演鍾方安心，影射陳方安生。
- 《驚天大賊王》：1998年電影，由羅冠蘭飾演鍾方安心，影射陳方安生。
- 《十六不搭喜趣來》：2007至08年電視劇，由盧海鵬飾演吳方安心，影射陳方安生。
- 《香港亂噏》：2009年政治戲仿節目，分別由筱靖扮演陳方安身，吳麗珠扮演陳方安心，均模仿陳方安生。
- 《東宮西宮TV》：2011年政治喜劇節目，由伍嘉雯飾演Anson，模仿陳方安生。

## 附註
1. ↑  粵語中以「四萬咁口」形容人笑容滿面，源於麻將牌「四萬」中的「四」字看起來像一排齜起來的牙齒

## 注腳
1. ↑  . 香港蘋果日報.   [2017-01-30]. （原始内容存档于2013-11-05）.
2. 1 2  . 頭條日報. 2020-06-26  [2020-06-26].
3. ↑  陳方安生，〈家族篇 的存檔，存档日期2007-11-21.〉，《我的故事》，2007年。
4. 1 2 3 4 5  Who's Who，A & C Black，2006年。
5. 1 2  . 華僑日報. 1957-07-23: 18  [2023-08-20].
6. 1 2 3  陳方安生，〈成長篇 的存檔，存档日期2007-12-10.〉，《我的故事》，2007年。
7. ↑  . 香港工商日報. 1962-11-15: 6  [2022-04-26]. （原始内容存档于2023-08-20）.
8. ↑  〈香港大學讚辭 （页面存档备份，存于）〉，香港大學，1996年。
9. 1 2 3 4  陳方安生，〈公僕篇 的存檔，存档日期2007-12-06.〉，《我的故事》，2007年。
10. 1 2  陳方安生，〈履歷 的存檔，存档日期2007-11-22.〉，《我的故事》，2007年。
11. 1 2 3 4 5 6 7 8 9  黃庭光，《盡付笑談中：陳方安生》（香港：壹出版有限公司），2001年。
12. 1 2  〈世界矚目的女性——陳方安生 的存檔，存档日期2009-01-25.〉，壽縣人民政府，2007年12月4日造訪。
13. 1 2 3 4 5  黃康財，《陳方安生風雨十年情》（香港：精英出版社），2003年。
14. ↑  〈為陳太辯護指當年聽取專家意見，特首：中電事件我有份拍板〉，《星島日報》，1999年12月11日。
15. ↑  〈董捧集體制護陳太，中電建機組獲前行局充分考慮〉，《成報》，1999年12月11日。
16. ↑  〈利潤管制 （页面存档备份，存于）〉，《頭條日報》，2012年1月8日。
17. ↑  〈最後專訪：前九鐵主席楊啟彥曝與彭定康恩怨 （页面存档备份，存于）〉，《星島日報》，2007年2月19日。
18. ↑  林綺慧，不過陳方安生在2008年10月14日接受香港商業二台訪問時就親口表示，從來不曾幻想過回歸後內地政府會讓一個自己不信任的人去當特首，自己在政治上亦從無私心。〈曾蔭權的平步青雲路 （页面存档备份，存于）〉，《亞洲時報》，2005年5月26日。
19. ↑  Newsweek[永久]，1997年。
20. ↑  參見手袋黨一條目
21. ↑  游雨僧. . 大公報. 2007-09-27. （原始内容存档于2011-01-24）.
22. ↑  董樹成. . 文匯報. 2007-10-06. （原始内容存档于2007-12-11）.
23. ↑   (PDF).   [2009-01-06]. （原始内容存档 (PDF)于2010-12-29）.
24. ↑  關於香港政府為1999年被嘉許者撰寫的嘉許語，詳見當年由香港政府新聞處發出的授勳名單 （页面存档备份，存于）
25. ↑  香港擬邀高行健赴港辦講座 （页面存档备份，存于），《BBC》，2000年10月17日
26. ↑  〈香港政務司長正式宣佈辭職 （页面存档备份，存于）〉，BBC，2001年1月12日。
27. ↑  行政長官聲明 （页面存档备份，存于）(政府新聞公報，2001年1月12日)
28. ↑  〈陳方安生談舊事 否認因遭錢其琛責罵而辭職[永久]〉，《星島日報》，2007年11月15日。
29. ↑  BBC Chinese. . BBC. 2001-01-14  [2012-04-20]. （原始内容存档于2013-12-06） （中文（香港））.
30. ↑  政府宣佈高層任命 （页面存档备份，存于）(政府新聞公報，2001年2月15日)
31. ↑  港府委曾蔭權接任政務司長 （页面存档备份，存于）(BBC中文網，2001年2月15日)
32. ↑  港府聲譽受損，香港市民和國際社會憂慮『港人治港』的前景 的存檔，存档日期2004-12-25.
33. ↑  陳方安生之去留在部分香港居民心中具指標意義 的存檔，存档日期2004-12-25.
34. ↑  董建華與陳方安生長期以來政策理念不合 的存檔，存档日期2004-12-25.
35. ↑  〈陳太：港落實普選才是管治之計 的存檔，存档日期2007-10-02.〉，《蘋果日報》，2007年6月21日。
36. ↑  〈回歸前受捧導致與董建華不和 （页面存档备份，存于）〉，《星島日報》，2006年7月25日。
37. ↑  H.K.'s ex-No. 2 leader Anson Chan honored by Queen Elizabeth，Asian Economic News，2002年11月11日。
38. ↑  陳方安生，〈參選篇 的存檔，存档日期2007-11-20.〉，《我的故事》，2007年。
39. ↑  〈一個香江政壇能否藏下兩位鐵娘子[永久]〉，《台灣大紀元》，2006年7月14日。
40. ↑  〈陳方安生被譏不甘寂寞 （页面存档备份，存于）〉《太陽報》，2005年12月20日。
41. ↑  〈曾蔭權陳方安生把臂遊澳門，外界疑涉政治協商 （页面存档备份，存于）〉，《星島日報》，2006年5月21日。
42. ↑  〈張炳良：陳方安生不選特首，民主派或出他人 的存檔，存档日期2012-05-25.〉，《中國評論新聞》，2006年5月24日。
43. ↑  文維廣. . 香港01. 2020-06-26  [2025-08-11] （中文（香港））.
44. ↑  〈陳方安生「忽然民主」，劉慧卿稱信不過 的存檔，存档日期2012-05-24.〉，《中國評論新聞》，2006年7月7日。
45. ↑  〈陳方安生：不參加明年特首選舉 （页面存档备份，存于）〉，BBC，2006年9月23日。
46. ↑  《穩步邁向普選－普選行政長官及立法會路線圖及時間表的建議 的存檔，存档日期2007-03-14.》，陳方安生及其核心小組記者招待會陳方安生女士發言稿，2007年3月5日。
47. ↑  〈陳佐洱發炮，不點名追打陳方安生 （页面存档备份，存于）〉，多維新聞網，2007年3月6日。
48. ↑  〈吳邦國：香港有些事不能夠挑戰 （页面存档备份，存于）〉，BBC，2007年3月7日。
49. ↑  〈陳方安生：參與七一遊行非對抗政府 （页面存档备份，存于）〉，《大紀元》，2007年6月28日。
50. ↑  〈陳方安生參加香港立法會補選 （页面存档备份，存于）〉，BBC，2007年9月11日。
51. ↑  〈陳方安生稱公務員要學習民主之道[永久]〉，Metro Broadcast Corp Ltd，2007年9月11日。
52. ↑  . 2009-02-19  [2019-06-11]. （原始内容存档于使用|archiveurl=需要含有|archivedate= (帮助)）.
53. ↑  〈陳方安生忽然恤髮　曾憲梓：半途而廢不如咪去 （页面存档备份，存于）〉，《中國評論新聞網》，2007年10月9日。
54. ↑  王紹爾，〈陳方安生三招豈能「掩黑」 （页面存档备份，存于）〉，《文匯報》，2007年11月29日。
55. ↑  〈選舉結果 的存檔，存档日期2007-11-21.〉，《立法會香港島地方選區補選》，2007年。
56. ↑  〈半月兩次選舉各勝一仗 兩大陣營對峙格局未變〉，明報，2007年12月4日。
57. ↑  〈民建聯續質詢十成按揭[]〉，《星島日報》，2007年12月6日。
58. ↑  〈政府不滿否定公務員工作〉，《星島日報》，2007年12月6日。
59. ↑  〈陳方安生稱關注弱勢社群曾德成指忽然民生 的存檔，存档日期2007-12-06.〉，《亞洲電視》，2007年12月5日。
60. ↑  〈曾德成不點名指陳方安生忽然民主忽然民生 （页面存档备份，存于）〉，《亞洲時報》，2007年12月5日。
61. ↑  〈曾德成不點名指陳方安生是忽然民主忽然民生[]〉，《香港電台》，2007年12月5日。
62. ↑  〈曾德成回應「十足」版本 （页面存档备份，存于）〉，《文匯報 (香港)》，2007年12月6日。
63. ↑  〈梁振英諷陳太貶低民主 談曾德成事件 「前布政司曾厲起眼批評議員」〉，《明報》，2007年12月10日。
64. ↑  〈梁振英譏陳太皮薄嘴尖〉，《明報》，2007年12月12日。
65. ↑  《港大民意網站》今日發放十大立法會議員的最新評分 （页面存档备份，存于），《港大民意網站》新聞公報，2008年1月24日。
66. ↑  . rthk9.rthk.hk.   [2019-06-24]. （原始内容存档于2019-01-17）.
67. ↑  http://www.yourchoiceyourvoice.org/works_a8.php [永久]
68. ↑  http://www.rti.org.tw/News/NewsContentHome.aspx?NewsID=117270&t=1 [永久]
69. 1 2  http://news.sina.com.hk/cgi-bin/nw/show.cgi/32/1/1/796658/1.html%5B%5D
70. ↑  https://web.archive.org/web/20080708043059/http://www1.appledaily.atnext.com/template/apple/art_main.cfm?iss_id=20080706&sec_id=4104&subsec_id=12731&art_id=11315747%5D%EF%BC%8C%E4%B8%A6%E6%BA%96%E5%82%99%E5%B7%A1%E8%BF%B4%E5%88%B0%E4%B8%AD%E5%AD%B8%E8%88%87%E5%A4%A7%E5%B0%88%E9%99%A2%E6%A0%A1%E6%BC%94%E8%AC%9B
71. ↑  陳方安生成立「香港2020」 推動雙普選 （页面存档备份，存于）, 蘋果日報 (香港), 2013年04月24日
72. ↑  前香港高官成立組織 推動普選[永久], 中央通訊社, 2013/4/24
73. ↑  . 星岛日报. 2014-04-06  [2018-04-26]. （原始内容存档于2018-04-27）.
74. ↑  . 香港電台. 2020年6月26日  [2020年6月26日]. （原始内容存档于2021年4月16日）.（繁體中文）
75. ↑  . 香港01. 2020年6月26日  [2020年6月26日]. （原始内容存档于2020年6月28日）.（繁體中文）
76. ↑  〈杜葉錫恩加入論戰　揭陳太為官對民生一竅不通 的存檔，存档日期2016-03-05.〉，《中評社》，2007年12月17日。
77. ↑  〈毋貶抑、莫過譽、還需向前看 ——論陳方安生告別演辭 （页面存档备份，存于）〉，《公教報》，第2984號。
78. ↑  〈陳方安生：從虛幻到真相 （页面存档备份，存于）〉，《文匯報》，2007年10月8日。
79. ↑  陳太展開公職新一頁 應釐清十成按揭真相, 明報社評, 2007年12月5日
80. ↑  十成按揭純屬誤解，香港：中原地產，2007年 的存檔，存档日期2008-09-02.
81. ↑  〈陳太議會路孤獨　共主夢難圓再選機會微 （页面存档备份，存于）〉，《明報Blog》，2008年6月20日。
82. ↑  〈選錯了時機，選對了結局 （页面存档备份，存于）〉，《明報》，2008年7月8日。
83. ↑  〈中央強化對港統戰力度〉，《信報財經月刊》，2008年4月。
84. ↑  ,   [2019-08-22], （原始内容存档于2019-08-16） （中文）
85. ↑  . news.southcn.com.   [2019-08-22]. （原始内容存档于2019-08-22）.
86. ↑  . news.southcn.com.   [2019-08-22]. （原始内容存档于2019-08-22）.
87. ↑  .   [2019-09-03]. （原始内容存档于2019-09-03）.
88. ↑  .   [2020-07-13]. （原始内容存档于2021-04-16）.
89. ↑  .   [2020-07-13]. （原始内容存档于2021-04-16）.
90. ↑  .   [2020-07-13]. （原始内容存档于2021-04-16）.
91. ↑  . Consulat général de France à Hong Kong et Macao.   [2024-11-23] （中文）.
92. ↑  〈五位傑出人士獲授榮譽博士學位 （页面存档备份，存于）〉，《公開大學通訊》，第九卷．第四期 ，2000年11月。
93. ↑  〈陳方安生 （页面存档备份，存于）〉，《新聞發報》，香港中文大學，2001年11月。

### 英文資料
- Who's Who，A & C Black，2006年。
- Newsweek，1997年。
- H.K.'s ex-No. 2 leader Anson Chan honored by Queen Elizabeth （页面存档备份，存于），Asian Economic News，2002年11月11日。
- Hong Kong's former deputy leader to run in by-election （页面存档备份，存于），Channel NewAsia，2007年9月30日。
- Williams, Louise Williams、Rich, Roland，Losing Control: Freedom of the Press in Asia，Asia Pacific Press，2000年。
- Wong, Yiu-Chung，One Country, Two Systems in Crisis: Hong Kong's Transformation Since the Handover，Lexington books。

### 中文資料
- 陳方安生，〈家族篇〉，《我的故事》，2007年。
- 陳方安生，〈成長篇〉，《我的故事》，2007年。
- 陳方安生，〈公僕篇〉，《我的故事》，2007年。
- 陳方安生，〈參選篇〉，《我的故事》，2007年。
- 陳方安生，〈履歷〉，《我的故事》，2007年。
- 黃庭光，《盡付笑談中：陳方安生》（香港：壹出版有限公司），2001年。
- 黃康財，《陳方安生風雨十年情》（香港：精英出版社），2003年。
- 林綺慧，〈曾蔭權的平步青雲路 （页面存档备份，存于）〉，《亞洲時報》，2005年5月26日。
- 孫文廣，〈為陳方安生叫好〉，《大紀元時報》，2006年12月6日。
- 游雨僧，〈陳太連勞永樂也難敵〉，《大公報》，2007年9月27日。
- 董樹成，〈陳方安生無品無能 （页面存档备份，存于）〉，《文匯報》，2007年10月6日。
- 王紹爾，〈陳方安生三招豈能「掩黑」 （页面存档备份，存于）〉，《文匯報》，2007年11月29日。
- 〈香港大學讚辭 （页面存档备份，存于）〉，香港大學，1996年。
- 〈陳方安生發表最後一次公開演說 （页面存档备份，存于）〉，《網絡文摘》，2001年4月19日。
- 《港大民意調查[永久]》，香港大學，2001年4月。
- 〈陳方安生 （页面存档备份，存于）〉，《新聞發報》，香港中文大學，2001年11月。
- 《港大民意調查 （页面存档备份，存于）》，香港大學，2005年3月。
- 《穩步邁向普選－普選行政長官及立法會路線圖及時間表的建議》，核心小組記者招待會陳方安生女士發言稿，2007年3月5日。
- 〈選舉結果〉，《立法會香港島地方選區補選》，2007年。
- 〈世界矚目的女性——陳方安生〉，壽縣人民政府，2007年12月4日造訪。
- 〈毋貶抑、莫過譽、還需向前看 ——論陳方安生告別演辭 （页面存档备份，存于）〉，《公教報》，第2984號。
- 〈陳方安生老驥伏櫪 志在特首前途渺茫[永久]〉，《星島網刊》，第三十一期。
- 〈為陳太辯護指當年聽取專家意見，特首：中電事件我有份拍板〉，《星島日報》，1999年12月11日。
- 〈董捧集體制護陳太，中電建機組獲前行局充分考慮〉，《成報》，1999年12月11日。
- 〈香港政務司長正式宣佈辭職 （页面存档备份，存于）〉，BBC，2001年1月12日。
- 〈陳方安生最愛傳媒冠稱「陳四萬」 （页面存档备份，存于）〉，《大紀元》，2001年4月27日。
- 〈退休多年「人氣」未減 （页面存档备份，存于）〉，《明報》，2004年4月6日。
- 〈陳方安生被譏不甘寂寞 （页面存档备份，存于）〉《太陽報》，2005年12月20日。
- 〈曾蔭權陳方安生把臂遊澳門，外界疑涉政治協商 （页面存档备份，存于）〉，《星島日報》，2006年5月21日。
- 〈張炳良：陳方安生不選特首，民主派或出他人〉，《中國評論新聞》，2006年5月24日。
- 〈陳方安生「忽然民主」，劉慧卿稱信不過〉，《中國評論新聞》，2006年7月7日。
- 〈一個香江政壇能否藏下兩位鐵娘子[永久]〉，《台灣大紀元》，2006年7月14日。
- 〈回歸前受捧導致與董建華不和 （页面存档备份，存于）〉，《星島日報》，2006年7月25日。
- 〈陳方安生：不參加明年特首選舉 （页面存档备份，存于）〉，BBC，2006年9月23日。
- 〈最後專訪：前九鐵主席楊啟彥曝與彭定康恩怨 （页面存档备份，存于）〉，《星島日報》，2007年2月19日。
- 〈陳佐洱發炮，不點名追打陳方安生 （页面存档备份，存于）〉，多維新聞網，2007年3月6日。
- 〈吳邦國：香港有些事不能夠挑戰 （页面存档备份，存于）〉，BBC，2007年3月7日。
- 〈陳太：港落實普選才是管治之計〉，《蘋果日報》，2007年6月21日。
- 〈陳方安生：參與七一遊行非對抗政府 （页面存档备份，存于）〉，《大紀元》，2007年6月28日。
- 〈陳方安生：從虛幻到真相 （页面存档备份，存于）〉，《文匯報》，2007年10月8日。
- 〈陳方安生參加香港立法會補選 （页面存档备份，存于）〉，BBC，2007年9月11日。
- 〈陳方安生稱公務員要學習民主之道[永久]〉，Metro Broadcast Corp Ltd，2007年9月11日。
- 〈陳方安生參選 成港人爭民主曙光 （页面存档备份，存于）〉，《大紀元》，2007年9月24日。
- 〈葉劉淑儀宣佈參選，港立會補選成兩「阿太」之爭[永久]〉，《聯合早報》，2007年9月28日。
- 〈陳方安生忽然恤髮　曾憲梓：半途而廢不如咪去 （页面存档备份，存于）〉，《中國評論新聞網》，2007年10月9日。
- 〈陳方安生「真心良心」報名參選立法會 （页面存档备份，存于）〉，《大紀元》，2007年10月27日。
- 〈專訪陳方安生；不讓生命有遺憾[永久]〉，《多維新聞網》，2007年11月3日。
- 〈陳方安生談舊事 否認因遭錢其琛責罵而辭職[永久]〉，《星島日報》，2007年11月15日。
- 〈政府不滿否定公務員工作〉，《星島日報》，2007年12月6日。
- 〈民建聯續質詢十成按揭[]〉，《星島日報》，2007年12月6日。
- 〈梁振英諷陳太貶低民主 談曾德成事件 「前布政司曾厲起眼批評議員」〉，《明報》，2007年12月10日。
- 〈梁振英譏陳太皮薄嘴尖 （页面存档备份，存于）〉，《明報》，2007年12月12日。
- 〈中央強化對港統戰力度〉，《信報財經月刊》，2008年4月。

## 外部連結
- 民間策發會
- 陳方安生及其核心小組 (2008年改組為民間策發會)
- 陳方安生競選網誌
- 香港中文大學讚辭 （页面存档备份，存于）
- 陳方安生成立核心小組夠了民主路線圖 （页面存档备份，存于），《The China Post》
- 陳方安生踏入民主陣營，《The Standard》
- 陳方安生參加七一民主遊行，《AsiaNews.it》
- 香港特區政務司長陳方安生請辭 （页面存档备份，存于），《大紀元》，2001年1月11日。
- 「香港良心」陳方安生臨別忠告:不要只顧北望 （页面存档备份，存于），《大紀元》，2001年4月19日。
- 陳方安生網站目錄 （页面存档备份，存于）

| 官衔            | 官衔                     | 官衔          |
| --------------- | ------------------------ | ------------- |
| 前任： 易誠禮   | 經濟司 1987年–1993年     | 繼任： 蕭炯柱 |
| 前任： 屈珩     | 公務員事務司 1993年      | 繼任： 施祖祥 |
| 前任： 霍德爵士 | 布政司 1993年–1997年     | －            |
| 首任            | 政務司司長 1997年–2001年 | 繼任： 曾蔭權 |